# Království (Šluknov)
Království (do roku 1946 a německy Königswalde) je vesnice, část města Šluknov v okrese Děčín. Nachází se asi 3,5 km na východ od Šluknova. Je zde evidováno 279 adres. V roce 2011 zde trvale žilo 514 obyvatel. Je zde sídlo farnosti.
Království je také název katastrálního území o rozloze 16,74 km2. Království leží i v katastrálním území Fukov o rozloze 2,76 km2.

## Historie
Nejstarší písemná zmínka pochází z roku 1446. Do roku 1946 nesla obec název Königswalde.

## Obyvatelstvo
|                                             | 1869  | 1880  | 1890  | 1900  | 1910  | 1921  | 1930  | 1950  | 1961 | 1970 | 1980 | 1991 | 2001 | 2011 |
| ------------------------------------------- | ----- | ----- | ----- | ----- | ----- | ----- | ----- | ----- | ---- | ---- | ---- | ---- | ---- | ---- |
| Obyvatelé                                   | 3 310 | 3 285 | 3 280 | 3 276 | 3 524 | 3 201 | 3 417 | 1 084 | 859  | 786  | 582  | 488  | 526  | 514  |
| Domy                                        | 471   | 513   | 534   | 561   | 579   | 582   | 604   | 547   | 215  | 199  | 167  | 186  | 192  | 205  |
| Tabulka zahrnuje údaje zaniklé osady Fukov. |       |       |       |       |       |       |       |       |      |      |      |      |      |      |

## Pamětihodnosti
- Dominantou Království je římskokatolický farní kostel svatého Vavřince postavený v letech 1843–1848 v empírovém slohu. Později nebyl upravovaný, zatím poslední rekonstrukce proběhla v 90. letech 20. století. Na kostel navazuje hřbitov založený roku 1848.
- Poničená křížová cesta byla na Kamenném vrchu založena roku 1859. Jednotlivá zastavení doplňují čtyři kaple, dvě grotty, památník obětem první světové války a dříve také Getsemanská zahrada.
- Nedaleko kostela stojí při hlavní silnici obnovená kaple Panny Marie Bolestné z roku 1840.
- Na kopci při staré cestě do Rumburku stojí kaple Nejsvětější Trojice. Postavena byla v roce 1748, rozpadlá stavba byla obnovena roku 2010.
- Za hasičskou zbrojnicí stávala barokní kaple svatého Vavřince z 18. století. Kaple byla obdélná s konkávně vykrojenými nárožími a půlkruhovým presbytářem. Segmentový štít zdobila soška svatého Vavřince umístěná v nice. Po druhé světové válce zchátrala a poté byla beze zbytku zbořena.[10]
- Při cestě na Kamenný vrch s křížovou cestou stála malá kaple zasvěcená svatému Josefovi. Historizující stavba z 19. století byla zbořena v období po druhé světové válce.
- V severozápadní části vesnice stála vodní tvrz, která zanikla během třicetileté války.
- Ve vsi rostou čtyři památné stromy: Lípa srdčitá v Království (51° s. š., 14°29′2″ v. d.), javor klen, lípa srdčitá v polích a nivní dub.

## Osobnosti
- Ferdinand Kindermann (27. září 1740, Království u Šluknova — 25. května 1801, Litoměřice), český pedagog, katolický kněz a litoměřický biskup..